# Тарасовка (Кетрисановская сельская община)
Тара́совка (укр. Тарасівка) — село в Кетрисановской сельской общине Кропивницкого района Кировоградской области Украины.
До 2020 года входило в Бобринецкий район
Население по переписи 2001 года составляло 574 человека. Почтовый индекс — 27240. Телефонный код — 5257. Занимает площадь 1,712 км². Код КОАТУУ — 3520887201.